# Gryning (skulptur)

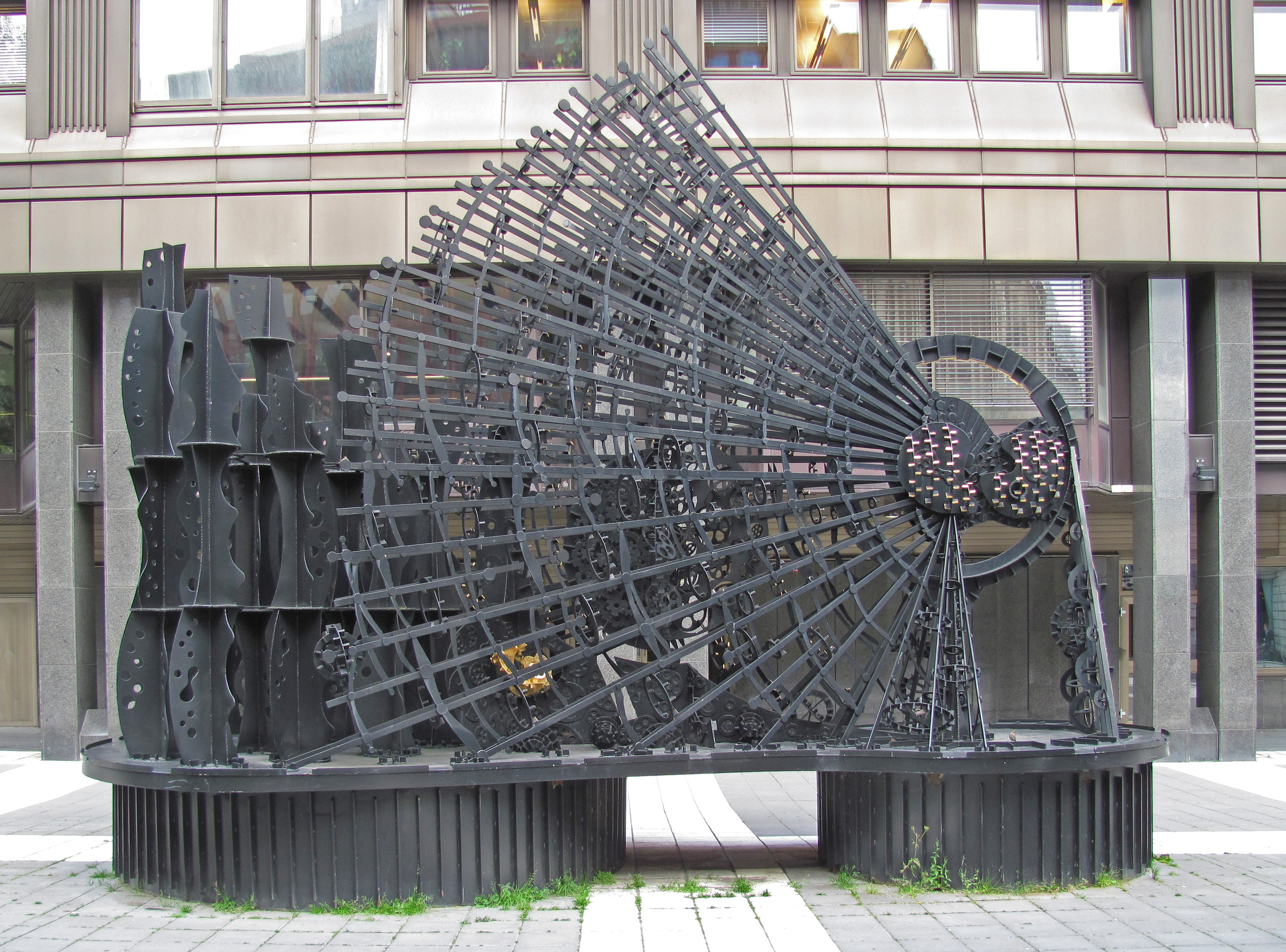
Gryning på Brunkebergstorg, 2012.

Gryning är en skulptur i svartmålat svetsat järn med förgyllda detaljer. Den utfördes 1976 av Stefan Thorén (1927–1997) och stod från 2003 på Brunkebergstorg i centrala Stockholm. Vid omgörningen av torget som var klar 2017 flyttades skulpturen och har sedan inte återflyttats. Enligt Stockholms stad är "konstverket tillfälligt flyttat.
Skulpturen ställdes först upp 1979 på Medborgarplatsen på Södermalm. Vid ombyggnaden av torget 2003 flyttades den till sin nuvarande plats intill Swedbanks dåvarande huvudkontor vid Brunkebergstorg 8, som även det smyckas av konst av Stefan Thorén.

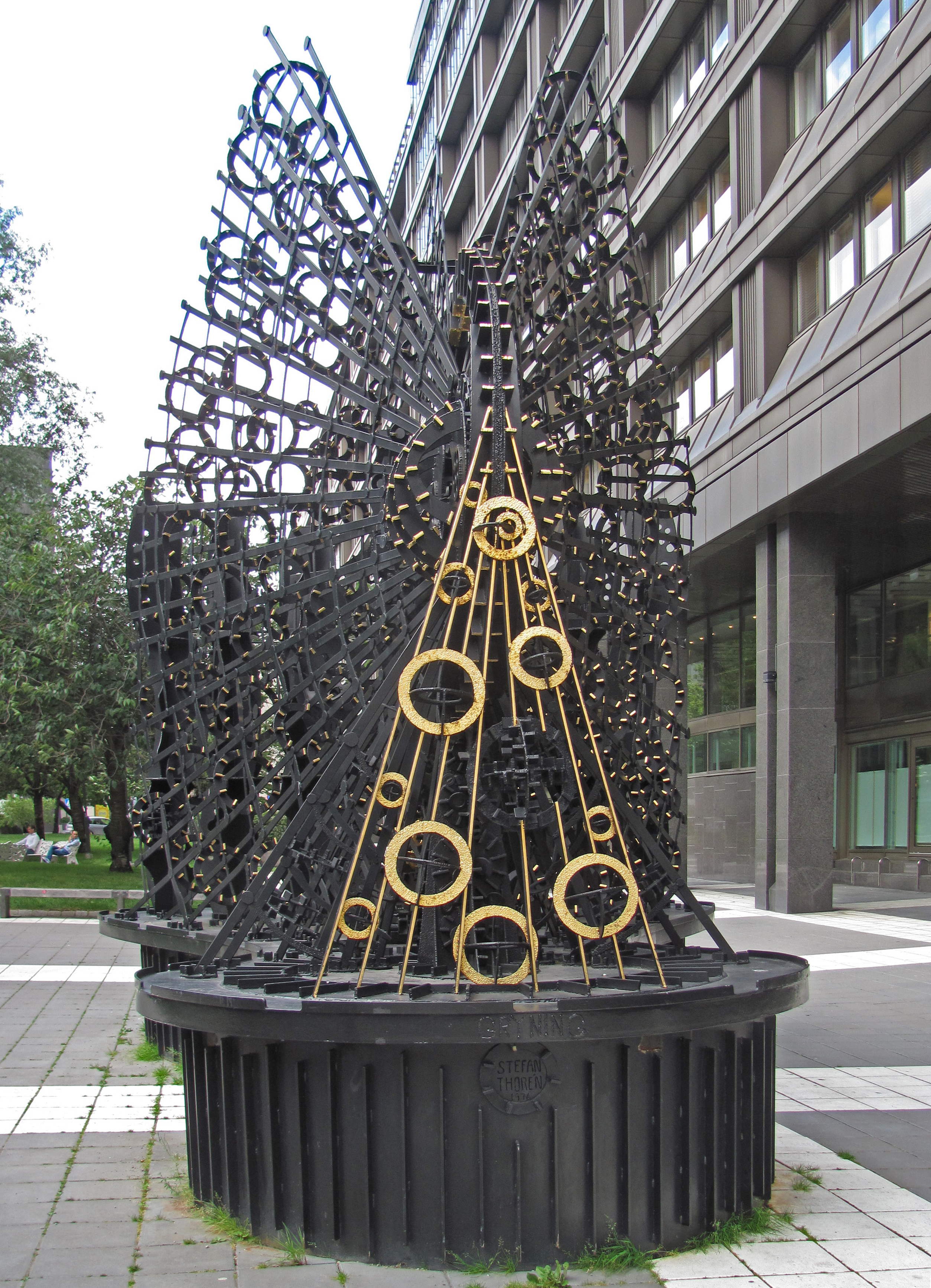
Skulpturen rakt söderifrån.

Gryning består av över 2 000 bitar metallskrot, som Thorén svetsade, skruvade och bände ihop under sammanlagt sju år. Flera gånger under arbetet rasade konstruktionen ihop, och Thorén fick börja om igen. Konstnären såg Gryning som ett hoppfullt verk, "en mekanisk symbol för det kosmiska ljusets seger över mörkret. Jorden bildar ett slags sidomotor till planeternas bladguldzodiaker och moder sol strålar i alltets mitt." Konstverket fungerar som ett egyptiskt solur och är placerat i exakt nord-sydlig riktning för att solljuset ska driva nattens skuggor norrut.
Gryning har länge varit omstridd, och flyttades runt på Medborgarplatsen i olika omgångar. Ett förslag kom om att flytta verket till Norrtulls trafikkarusell, men Thorén hävdade bestämt att det skulle stå kvar på Medborgarplatsen enligt kontrakt eftersom dess skuggor på torget var en del av själva konstverket. Thorén stöddes av Eric Grate, som ansåg att ett liknande verk aldrig tidigare hade skapats i Sverige. Femton år efter konstverkets tillkomst "permanentades" dess placering på Medborgarplatsen, för att några år efter Thoréns död 1997 alltså flyttas till Brunkebergstorg.